# Скворцов, Владимир Евгеньевич
Владимир Евгеньевич Скворцов (род. 17 апреля 1970, Москва) — российский актёр театра и кино, продюсер, ныне — театральный и кино — режиссёр. Главный режиссёр Московского драматического театра «Человек». Заслуженный артист Российской Федерации (2008).

## Биография
Владимир Скворцов родился 17 апреля 1970 года в Москве.
Окончил Школу-студию МХАТ в 1995 году (курс А. Б. Покровской). В том же году был принят в труппу театра «Et Cetera» под руководством народного артиста России А. А. Калягина, параллельно принимает участие в спектаклях режиссёра В. Мирзоева в драматическом театре им. Станиславского.
C 1994 года снимается в кино, работает на радио.
В 1996—1997 годах выпускает на «Радио-1» культовую программу «Игорь Фойе, загадка „Радио-1“».
С 1999 года сотрудничает с Центром драматургии и режиссуры под руководством А. Казанцева и М. Рощина.
В 2004 году записал в качестве чтеца на «Радио Культура» цикл стихов русских поэтов.
С 2005 года начал заниматься режиссурой.
В 2011 году записал для «Радио Культура» в качестве режиссёра спектакль «ОСТРОВ РИКОТУ», а в качестве актёра для «Радио России» — спектакли по рассказам Куприна и Достоевского. Поставил спектакль «Орфей» для театра «Et Cetera»
C 2010 года дублирует кинофильмы для кинопрокатной фирмы «Вольга».
с 2020 года дублирует кинофильмы для компании «Нева»
В 2014 году создал кино-театральную компанию «Skvortsov Production».
В 2017 году создал театральный проект «СкворцовТеатр»
С сентября 2018 года — главный режиссёр Московского Драматического театра «Человек»
В 2022 дебютировал как кинорежиссёр, сняв полнометражный художественный фильм «Тайм аут» (премьера — апрель 2010 на платформе «Premiere»).
2024 — член жюри драматического театра и театра кукол 30-й национальной театральной премии «Золотая Маска»
Режиссёрский псевдоним — Скворцов

### Личная жизнь
Супруга Леокадия — театральный критик и журналист.

## Признание и награды
- 2002 — премия Фонда им. Станиславского «Московские премьеры» — за роль Ильи Обломова в спектакле «Облом off»
- 2002 — премия критиков Москвы роль Ильи Обломова в спектакле «Оболом off»
- 2002 — номинирован на театральную премию «Чайка» в категории «Двойной удар» (Обломов — Штольц).
- 2003 — номинирован на национальную театральную премию «Золотая Маска» в категории лучший актёр сезона 2001—2002 за роль Обломова
- 2003 — удостоен премии газеты «МК» за лучший актёрский дуэт (вместе с актёром Анатолием Белым) в категории «полумэтры» ОБЛОМОВ-ШТОЛЬЦ.
- 2005 — театральное издание «Новые театральные известия» называет роль Тарелкина, исполненную Скворцовым в театре Калягина в спектакле О.Коршуноваса «Смерть Тарелкина» лучшей ролью месяца (спектакль при этом — лучшим спектаклем месяца).
- 2005 — театральное издание «Новые театральные известия» признаёт дебютный режиссёрский спектакль «Скользящая Люче» лучшим спектаклем месяца
- 2005 — «Скользящая Люче» получила премию Зрительских Симпатий на фестивале «Новая Драма»
- 2008 — присвоено звание Заслуженный артист России
- 2015 — по результатам голосования пользователей портала «Живой журнал» спектакль «Старшая сестра» был признан лучшим спектаклем сезона, а также лучшим был признан актёрский ансамбль театра.
- 2016 — Фильм «Mi Corazon», снятый в Аргентине, получил три главных приза на фестивалях Независимого кино.
- 2017 — Спектакль «Мы, нижеподписавшиеся» получил приз «Проект года» на 37 Свердловском Областном конкурсе театральных работ «Браво 2016»
- 2018 Спектакль «Кроткие» стал лауреатом международного фестиваля «Человек Театра» (Челябинск)
- 2018 Спектакль «Кроткие» получил приз «За сценическую интерпретацию произведения классической русской литературы» на 34 международном театральном фестивале «Липецкие встречи»
- 2018 — Спектакль «Кроткие» вошёл в «Лонг Лист» премии «Золотая Маска»
- 2020 — Премия города Москвы в области литературы и искусства — за исполнение роли Городничего в спектакле «Ревизор. Версия»[3].
- 2021 — май спектакль «Гамлет Сумарокова» получил диплом лауреата V международного фестиваля русской классической драматурги «Горячее сердце» города Кинешма с формулировкой «За яркий художественный эксперимент»
- 2022 — спектакль «Аномальная Лиза» — вошёл в «лонг лист» премии «Золотая Маска»
- 2023 — спектакль «Спасите Лёньку!!!» — вошёл в лонг лист премии «Золотая Маска»
- 2023 — фильм «Тайм аут» удостоен Второй Премии МАП. (Московская Арт Премия Мэра Москвы Сергея Собянина) — декабрь.
- 2024 — спектакль «Голова» — Скворцов — номинант на Премию в области современного искусства «Московская Арт Премия» (Moscow Art Prize)
- 2024 — спектакль «СтароМодная комедия» — Скворцов номинант на Премию в области современного искусства «Московская Арт Премия» (Moscow Art Prize)

## Творчество

### Роли в театре

#### Et Cetera
- 1997 — «Лекарь поневоле» Мольера. Режиссёр: Александр Калягин — Сганарель
- 1998 — «Старый друг лучше новых двух» А. Н. Островского. Режиссёр: В. Богатырёв — Орест
- 1999 — «Тайна тётушки Мелкин» Алана Милна. Режиссёр: А. Серов — король
- 2001 — «Шейлок» Шекспира. Режиссёр: Роберт Стуруа — Саланио
- 2001 — «Моя fair леди» Ф. Лоу, К. Драгунская. Режиссёр: Д. Бертман — Генри Хиггинс
- 2003 — «Люсьет Готье, или стреляй сразу» («Связанный по рукам и ногам») Ж.Фейдо. Режиссёр: А. Морфов — Фернан да Буа Деньен
- 2005 — «Смерть Тарелкина» А. В. Сухово-Кобылин. Режиссёр: О. Коршуновас — Тарелкин
- 2006 — «Газета Русский инвалидъ…» Михаил Угаров. Режиссёр: Михаил Угаров — Иван Павлович
- 2008 — * «Шейлок» Шекспира. Режиссёр: Роберт Стуруа — Принц Маррокканский и Принц Арагонский
- 2010 — «Буря» Шекспира. Режиссёр: Роберт Стуруа — Калибан
- 2012 — «Драма на охоте» Антон Чехова. Режиссёр: Антон Яковлев — Граф Карнеев
- 2012 — «Орфей» Жан Кокто. Режиссёр: Владимир Скворцов — Орфей (личная премьера 27 октября)
- 2013 — «Комедия ошибок» Шекспира. Режиссёр: Роберт Стуруа — «Антифолос» (премьера 3 декабря))
- 2015 — «Борис Годунов» Александра Сергеевича Пушкина; режиссёр Петер Штайн — «Шуйский» (премьера 15 ноября)
- 2017 — «Ревизор. Версия» Николай Васильевич Гоголь. Режиссёр: Роберт Стуруа — «Городничий» (премьера 16 мая))

#### Московский драматический театр им. К. С. Станиславского
- 1996 — «Хлестаков» по пьесе Н. В. Гоголя «Ревизор». Режиссёр: Владимир Мирзоев — Добчинский
- 1997 — «Голуби» Михаил Угаров. Режиссёр: Владимир Мирзоев — Варлаам
- 1998 — «Укрощение строптивой» Шекспира. Режиссёр: Владимир Мирзоев — Грумио
- 1999 — «Двенадцатая ночь» Шекспира. Режиссёр: Владимир Мирзоев — сэр Тоби

#### Центр драматургии и режиссуры п/р А. Казанцева и М. Рощина
- 2000 — «Венецианская ночь» А. де Мюссе. Режиссёр: Ольга Субботина — барон Гримм, реж. Ольга Субботина
- 2001 — «Ощущение бороды» Ксения Драгунская. Режиссёр: Ольга Субботина — Председатель
- 2001 — «СЕТ — 2» (из спектакля «МОСКВА — ОТКРЫТЫЙ ГОРОД») Братья Пресняковы. Режиссёр: Ольга Субботина
- 2002 — «Облом off» Мтихаил Угаров. Режиссёр: Михаил Угаров — Илья Ильич Обломов
- 2002 — «Fucking&Шопинг» М. Равенхилл. Режиссёр: Ольга Субботина Брайан
- 2003 — «Трансфер» Максим Курочкин. Режиссёр: Михаил Угаров Хромой
- 2004 — «Ощущение бороды» Ксения Драгунская. Режиссёр: Ольга Субботина — 'князь
- 2004 — «Половое покрытие» Братья Пресняковы. Режиссёр: Ольга Субботина — Игорь Игоревич
- 2011 — «Заговор чувств» Юрий Олеша. Режиссёр: Ольга Субботина — Андрей Бабичев премьера 29 ноября.

#### СкворцовТеатр
- 2017 — «Шекспир. Монологи» Шекспир. Режиссёр: Владимир Скворцов — несколько ролей премьера 25 сентября Абрау — Дюрсо
- 2018 — «Кроткие» Ф. Достоевский Режиссёр Владимир Скворцов — Он мировая премьера 5 марта на международном театральном фестивале «Человек театра», с 24 мая 2019 года — прокат в театре «Человек»

### Норильский Заполярный театр драмы имени Вл. Маяковского
- 2018 — «Пиковая дама» Александр Пушкин. Режиссёр Владимир Скворцов , роль — Чекалинский - мировая премьера 22 июля в Норильске

### Другие театральные проекты
- 2000 — «Миллионерша»[4] Б.Шоу. Режиссёр: Владимир Мирзоев — Мужчина, Независимый театральный проект
- 2004 — «Свадебное путешествие» В. Сорокин. Режиссёр: Эдуард Бояков — Гюнтер, для театра «Практика»
- 2017 — «Скажи мне, что ты меня любишь» Э.-М.Ремарк. Режиссёр: Владимир Скворцов — Наталья Людскова — Ремарк, Для Алексей Прупес продакшн
- 2017 — «Страсти по корриде» Евгений Евтушенко и Лора Квинт — испанский поэт (премьера 4 июня, Большой зал Московской консерватории)
- 2017 — «Гамлет и орган» (премьера осень, Малый зал Московской консерватории)
- 2018 — «Мемуары Дон Жуана» совместный проект с Симфоническим оркестром Москвы «Русская Филармония» (премьера 4 ноября, Большой зал Московской консерватории)

### Режиссура в театре
- 2004 — «Скользящая Люче» Лауры-Синтии Черняускайте (Центр драматургии и режиссуры п/р А. Казанцева и М. Рощина) Художник-постановщик Максим Обрезков, Музыка «Пан-квартет»,
- 2006 — «Человек-подушка» Мартина МакДонаха («Другой театр», Эстония) Художник-постановщик Максим Обрезков
- 2010 — «Сценарий» для проекта «Москва — открытый город» (Центр драматургии и режиссуры п/р А. Казанцева и М. Рощина)
- 2011 — «Орфей» Жан Кокто на основе фильма Жана Кокто Орфей (фр. Orphée) для театра Et Cetera — премьера 9 октября Художник-постановщик Мария Рыбасова, Свет — Арсения Халилуллина и Марк Ставцев
- 2014 — «Старшая сестра» Александр Володин для театра Et cetera — премьера 29 мая Художник-постановщик Мария Рыбасова, Костюмы — Инга Лобковская, Свет Арсения Халилуллина
- 2016 — «Мы — нижеподписавшиеся» Александра Гельмана (Нижнетагильский Драматический театр имени Мамина Сибиряка) — премьера 22 апреля Художник-постановщик Мария Рыбасова, Костюмы Ольга Резниченко, Свет Сергей Скорнецкий
- 2016 — «Шекспир. Монологи» моноспектакль по произведениям Уильяма Шекспира (МИровая премьера в рамках фестивапля «Дни театра в Абрау» производство «Skvortsov Production») — премьера 25 сентября (Абрау — Дюрсо) (впоследствии — для «СкворцовТеатр») Художник Владимир Скворцов, Свет — Дмитрий Машкара
- 2017 — «Скажи мне, что ты меня любишь» (Эрих-Мария Ремарк) — режиссёры Наталья Людскова и Владимир Скворцов. Независимый проект. Премьера — 20 мая (Берлин) Художники Наталья Людскова и Владимир Скворцов
- 2018 — «Маленький принц» Антуан де Сент — Экзюпери — Независимый проект. премьера — 25 февраля (арт-кафе Театра Вахтангова) Художник-постановщик Татьяна Вьюшинская
- 2018 — «Кроткие» Ф. Достоевский Режиссёр Владимир Скворцов (для «СкворцовТеатр»). Мировая премьера 5 марта на международном театральном фестивале «Человек театра» (Челябинск) Художник-постановщик Мария Рыбасова, Костюмы Наталья Спасская, Свет — Дмитрий Машкара
- 2018 — "Трамвай «Желание» Теннеси Уильямса (для Нижнетагильский Драматический театр имени Мамина-Сибиряка) — премьера 28-29 апреля Художник-постановщик Мария Рыбасова, Костюмы Вера Козак, Свет Сергей Скорнецкий
- 2018 — «Пиковая дама» Александра Пушкина (Для Норильский Заполярный театр драмы имени Вл. Маяковского) — премьера 22 июля Художник-постановщик Мария Рыбасова, Костюмы Ольга Резниченко, Свет Сергей Скорнецкий
- 2018 — «Легенды Старой Москвы» (Драматург Виктор Гуськов) — Художественный руководитель постановки (Для театра «Человек»)- премьера сентябрь
- 2018 — «Биография» Макса Фриша (Для Московского драматического Театра «Человек») — премьера 22 декабря Художник-постановщик Мария Рыбасова, Костюмы Люба Скорнецкая. Свет Сергей Скорнецкий
- 2019 — «Тайм аут» Марины Крапивиной (Для Тверского Театра Юного Зрителя) — Мировая премьера 16 апреля (в рамках фестиваля «Играем вместе») Художник-постановщик Мария Рыбасова, Костюмы Люба Скорнецкая, Свет Сергей Скорнецкий
- 2019 — «Гамлет (Сумарокова)» Александра Сумарокова (Для Московского драматического Театра «Человек») — премьеры 5 декабря и 24 декабря (кабардинская версия) Художник-постановщик Мария Рыбасова, Костюмы Виктория Севрюкова, Свет Андрей Тарасов
- 2020 — «Ноу Нейм Проджект» пьеса Скворцова и Вислова (Для Московского драматического Театра «Человек») — мировая премьера 5 декабря. Художественное и музыкальное оформление Skvortsov, дизайн видео — Shurtsov & Skvortsov, свет — Владислав Картамышев
- 2021 — «Любовный напиток» (Петер Шеффер) (Для Московского театра «ETСetera») — премьера 6 и 7 апреля Художник — постановщик — Мария Рыбасова, Костюмы Виктория Севрюкова, саунд-дизайн Артем Моргунов, свет — Андрей Абрамов
- 2021 — «Аномальная Лиза» Чарли Кауфман и Франц Кафка, инсценировка Скворцов (Для Московского драматического театра «Человек») — премьера 24 и 25 декабря, сценография — Скворцов, костюмы — Наталья Спасская, саунд — дизайн Андрей Пусев и Скворцов, свет — Андрей Тарасов, видеоконтент — Евгений Вершинин
- 2022  — "Спасите Лёньку!"  автор Малика Икрамова (Для Московского драматического театра «Человек») , сценическая версия — Скворцов, художник постановщик Софья Бодиловская, свет — Евгений Вершинин, педагог по кукловождению Вадим Домбровский  — премьера 27-28 декабря
- 2023  —  "СтароМодная комедия" — Автор А.Арбузов,  (для Московского Академического театра имени Моссовета) художник постановщик Маша Рыбасова, художник по костюмам — Виктория Севрюкова, художник по свету — Андрей Тарасов, режиссёр по пластике — Константин Мишин. Премьера 17 марта
- 2023 — "Голова" — автор Константин Стешик  (Для Московского драматического театра «Человек») , сценическая версия — Скворцов, художник постановщик Ирина Кондрашова свет — Евгений Вершинин, специальные эффекты Александр Камплык  — премьера 22-23 декабря
- 2024 — "Баллада о солдате" — по киносценарию  Григория Чухрай и Валентина Ежова  (Для Московского драматического театра «Человек») , эскиз спектакля, сценическая версия — Скворцов,  показ - 9 мая
- 2024 — "Концептуальный концерт.Любовь" — авторы Скворцов, Елена Омеличкина, Ирина Кондрашова, Ольга Соколовская по советским и российским стихам и песням   (Для Московского драматического театра «Человек») , сценическая версия — Скворцов, художник постановщик Ирина Кондрашова свет — Евгений Вершинин,   — премьера 16 (на Юбилее Театра) и 25 октября
- 2024 — "Закрытая комната" — по пьесе Татьяны Загдай "Человек в закрытой комнате"   (Для Московского драматического театра «Et cetera») ,  художник постановщик Алексей Трегубов,  свет — Андрей Абрамов,  пластика - Константин Мишин  — премьера 15 декабря
- 2025 — "Странный господин" — по пьесам Мольера "Господин де Пуосоньяк", "Тартюф" и "Мизантроп"    (Для Московского драматического театра «Человек») ,  художник постановщик Ирина Кондрашова,  свет — Евгений Вершинин   — премьера 23 января

### Режиссура в кино
- 2015 — Альтернативный клип для Morcheeba «Gimme Your Love» (производство «Skvortsov Production»)
- 2015 — Короткометражный художественный фильм «Mi Corazon» (производство «Skvortsov Production»)
- 2015 — Документальный фильм «Iguasu» (производство «Skvortsov Production»)
- 2020 — «РДС» (Россия делает сама) — для «РосАтом» и компании «Галактика» (Digital спектакль)
- 2023 — полнометражный «Тайм аут» — производство компании «Галактика»  (мировая премьера состоялась 18 августа 2023 на кинофестивале "Короче", московская премьера в Москве — 6 декабря 2023 на кинофестивале "Зимний", прокат — платформа "Premiere" с 7 апреля 2024 года)

### Режиссура на радио
- 2011 — «Остров Рикоту» Наталья Мошина радиоспектакль для радио «Радио Культура» — премьера лето 2011

### Роли в кино
1. 1987 — Скорый поезд
2. 1995 — На углу у Патриарших — журналист Володя
3. 1995 — Возвращение Броненосца — ассистент Эйзенштейна
4. 1997 — Любовь — Толя
5. 1998 — Последующее молчание — Михаил
6. 1999 — Учительница первая моя
7. 2000 — Новогодняя история — режиссёр телешоу
8. 2002 — Звёзды России
9. 2003 — Северный сфинкс — майор Истомин
10. 2003 — Горун — Павел
11. 2004 — Штрафбат — Артём, майор, друг Василия Степановича
12. 2004 — Авантюристка — следователь Ковалёв
13. 2004 — Верёвка из песка — певец Иван Житомирский
14. 2004 — Золотые парни — Рыжий
15. 2004 — Лебединый рай — журналист Володя Розов
16. 2004 — Полнолуние — Гуртовой
17. 2005 — Палач — Виктор Борисович Щёголев («Пухлый»), врач-нарколог
18. 2005 — Адъютанты любви —  Жак Сибари
19. 2006 — Калейдоскоп — Игорь Сергеевич
20. 2006 — Проклятый рай — Алик
21. 2006 — Дело Турецкого — дядя Юра
22. 2006 — Простая история — Павлуша
23. 2007 — Проклятый рай 2 — Алик
24. 2007 — Фотограф — Пал Палыч
25. 2008 — Печатников переулок, дом 3 — Андрей, милиционер
26. 2008 — Однажды будет любовь — Аркадий
27. 2008 — Бесконечные мечты о счастье — Саша
28. 2008 — Степ бай Степ — Виталий Павлюк
29. 2008 — Какраки — Петруша
30. 2008 — Огни большого города — Михаил
31. 2008 — Синдром Феникса — Стас
32. 2008 — Барвиха — директор бутика
33. 2008 — Грязная работа — Семён, мент под прикрытием
34. 2009 — Девичник — продюсер Андрей Краснов
35. 2009 — Я буду жить! — адвокат Семён Грушевский
36. 2009 — Кодекс чести 4, фильм «Космическая связь» — Лунин, руководитель группы учёных в космической лаборатории
37. 2009 — Столица греха — кутюрье Вилен Викторович Волнушкин
38. 2009 — Вы заказывали убийство — сотрудник спецслужб Валерий Владимирович
39. 2010 — Маргоша-3 — Михаил Ефремович Рязанцев, директор канала ТСТ
40. 2010 — Мой грех — Антон
41. 2010 — Всё для тебя — Адвокат Артём
42. 2010 — Последняя минута. Кризис —  актёр Максим Неверин
43. 2011 — Шаман — следователь Следственного комитета, майор, Иван Шаманов
44. 2012 — Подстава — Рафаэль
45. 2013 — Московские сумерки — Толя
46. 2013 — Любопытная Варвара — Валера
47. 2014 — Шаман-2 — следователь Следственного комитета, майор, Иван Шаманов
48. 2014 — Под каблуком — Сеня
49. 2015 — Влюблённые женщины — Дима
50. 2015 — Джуна — Кирилл, продюсер
51. 2016 — Шаман 3. Новая угроза — следователь Следственного комитета, майор Иван Шаманов
52. 2018 — Чужая кровь
53. 2018 — Исповедь содержанки — психолог
54. 2018 — Доктор Преображенский — доктор
55. 2020 — Капкан для монстра — Николай Макашов, член «банды амазонок»
56. 2022 — Райцентр — геолог  — для платформы "Иви" (старт с июня 2023)
57. 2022  —  Клипот  —  Лев Шустов   — для платформы "Премьер" (старт с января 2024)

### Дубляж кинофильмов
- 2010 — Бобро поржаловать — Антуан Баёль, почтальон и звонарь
- 2010 — Последнее изгнание дьявола — преподобный Коттон Маркус
- 2011 — Один день — Босс
- 2011 — Ронал-варвар — Оракул
- 2014 — Любовь от всех болезней — Ромен
- 2015 — Реальные упыри — Владислав
- 2015 — Хрантель луны — Фосфо
- 2016 — Робинзон Крузо: Очень обитаемый остров — Кот
- 2017 — Подводная эра — Пингвин
- 2017 — Стань легендой! Бигфут Младший — Енот
- 2017 — Дозор Джунглей (Les as de la jungle) — Морис
- 2017 — Мы — монстры (Happy Family) — Дракула
- 2018 — Смерть Сталина (The Death of Stalin) — Товарищ Андреев
- 2018 — "Дикие предки (" Early man «) — Lord Nouth
- 2019 — „История Дэвида Копперфильда“ („The Personal History of David Copperfield“) — mr Dick
- 2020 — "Леди и бродяга» («Lady and the Tramp») — Бродяга

### Работы актёра для радио
- 1997—1998 — Игорь Фойе — загадка Радио-1 — авторская программа для «Радио-1»
- 2009 — Цикл стихов русских поэтов — для радио «Радио Культура»
- 2011 — Цирковые рассказы по И. Куприну — КУПРИН — для «Радио России»
- 2011 — Остров Рикоту по Н. Мошиной — автор — для радио «Радио Культура»
- 2011 — Маленький герой по Ф. Достоевскому — Достоевский — для «Радио России»
- 2012 — Оптимистическая трагедия по Вс. Вишневскому — Сиплый — для радио «Радио Культура»
- 2012 — Убийство Столыпина — Богров, Дмитрий Григорьевич — для радио «Радио Культура»
- 2012 — Народная аптека Уильяма Сиднея Портера по произведениям О’Генри — Эль Дженнингс — для "Радио России
- 2016 — Скоморох Памфалон по Лескову — Автор — для «Радио России»
- 2023  —   "Петр Чайковский. Неугомонный фатум" — книга Ады Айнбиндер из серии ЖЗЛ в авторском прочтении Владимира Скворцова для «Радио России»

В качестве главного режиссёра Скворцов возглавляет Московский Драматический театр «Человек» с сентября 2018 года.
Основные события театра «Человек» за этот период —
2018 — «Легенды Старой Москвы» (Драматург Виктор Гуськов) Художественный руководитель постановки Скворцов (премьера сентябрь)
2018 — «Биография» Макса Фриша (Режиссёр — постановщик Скворцов) (премьера 22 декабря)
2019 — «Кроткие» Федора Достоевского (совместно с проектом «СкворцовТеатр») (Режиссёр — постановщик и исполнитель главной роли Скворцов) в театре «Человек» 24 мая
2019 — «Гамлет (Сумарокова)» Александра Сумарокова (Режиссёр — постановщик Скворцов) — премьеры 5 декабря и 24 декабря (кабардинская версия)
2019 — «Причал» Геннадия Шпаликова Режиссёр — постановщик Данил Чащин премьера 22 декабря
2019 — «Москва без башни» — режиссёр Константин Кожевников
2019 — Первый Международный Театральный Фестиваль камерных спектаклей на двух актёров «Диалоги» программный директор Фестиваля Александр Вислов, художественный руководитель фестиваля Владимир Скворцов, генеральный директор Фестиваля Владимир Месхишвили, технический директор Фестиваля Наташа Тураева (28 октября — 3 ноября 2019)
2019 — «Китайские сказки» Постановщик Константин Кожевников
2020 — Второй Международный Театральный Фестиваль камерных спектаклей на двух актёров «Диалоги» программный директор Фестиваля Александр Вислов, художественный руководитель фестиваля Владимир Скворцов, генеральный директор Фестиваля Владимир Месхишвили, технический директор Фестиваля Наташа Тураева (22 ноября — 29 ноября 2020)
2020 — «Тюремный психолог» (моноспектакль Дарьи Михайловой по пьесе Елены Исаевой в рамках проекта "Человек плюс)
2020 — «Ноу Нейм Проджект» — постановка Skvortsov (премьера 5 декабря)
2020 — «Немой официант» Режиссёр — постановщик Юрий Муравицкий (премьера 18 декабря)
Интернет — спектакли 2020 год (в качестве режиссёра-постановщика) для канала Youtube («Человек»)
«Забытие письма» (автор М.Чемберлен) Для театра «Человек»
«Побочный эффект» (автор М.Крапивина) Для театра «Человек»
«Двое накачались» (автор А.Вислов) Для театра «Человек»
«Letters» (автор Н.Мошина) Для театра «Человек»
«21.06.41» (автор А.Вислов) Для театра «Человек»
2021 Режиссёрская лаборатория "Театр русских поэтов (забытое и полузабытое) старт 20 марта
2021 «Философ Омский» — режиссёр Ольга Соколовская
2021 Третий Международный Театральный Фестиваль камерных спектаклей на двух актёров «Диалоги» программный директор Фестиваля Александр Вислов, художественный руководитель фестиваля Владимир Скворцов, генеральный директор Фестиваля Владимир Месхишвили, технический директор Фестиваля Наташа Тураева (19 ноября — 25 ноября 2021)
2021 « Аномальная Лиза» — режиссёр Скворцов (премьера 24-25 декабря)
2022 —  "Спасите Лёньку!!!" — режиссёр Скворцов (премьера 27-28 декабря)
2023 —   Китайский Новогодний Фестиваль начало февраля
"Дыши!" — спектакль Елены Олениной
Международный Фестиваль "Человек"-точка притяжения.Китай"
"Голова" — режиссёр Скворцов (премьера 22-23 декабря)
ГАСТРОЛИ ТЕАТРА «ЧЕЛОВЕК»
2018 год
«Кроткие» (премьера для фестиваля «Человек театра» Челябинск)
«Кроткие» (фестиваль «Липецкие театральные встречи», Липецк)
2019 год
«Кроткие» (Фестиваль «Буа — пространство диалога», город Буинск, Татарстан)
«Кроткие» (Фестиваль «Чир Чайаан», Абакан, Хакасия)
«Кроткие» (Гастроли в Перми помещении Театра «Театр» Пермь)
«Биография» 2019 (Гастроли в Перми помещени Театра «Театр» Пермь)
«Зима по столом» 2019 (Фестиваль «Человек театра» Челябинск)
2021 год
«Причал» (Волковский театральный фестиваль, Воронеж)
«Гамлет (Сумарокова)» (V Фестиваль русской классической драматургии "Горячее сердце, Кинешма)
«Немой официант» (Фестиваль «Радуга», Санкт Петербург)
«Кроткие» — (Гастроли в Санкт Петербурге в помещении Камерного театра им Малыщицкого)
«Китайские сказки» (Фестиваль «Чир Чайаан» Абакан, Хакасия)
«Причал» — (Володинский театральный Фестиваль «Пять вечеров», Санкт Петербург)
«Кроткие» — (Фестиваль «Ночь Достоевского», Новокузнецк)
2022 год
"Биография" — (фестиваль  "LOFT" Санкт-Петербург)
2023 год
"Спасите Лёньку!!!" (фестиваль "Радуга" Санкт-Петербург)
"Биография"   (Тула — открытие фестиваля)